# Thüringen (Austria)
Thüringen – gmina w Austrii, w kraju związkowym Vorarlberg, w powiecie Bludenz. Według Austriackiego Urzędu Statystycznego liczyła 2125 mieszkańców (1 stycznia 2015).